# Gałuszka kulecznica
Gałuszka kulecznica (Pilularia globulifera L.) – gatunek paproci wodnej należący do rodziny marsyliowatych. Występuje w zachodniej i środkowej Europie od Półwyspu Iberyjskiego po Półwysep Skandynawski. Poza tym na izolowanych obszarach w Azji Mniejszej, w Etiopii, w Kazachstanie i na wschodnich krańcach europejskiej części Rosji. W Polsce historyczne stanowiska znajdowały się w zachodniej części kraju, w zachodniej części województwa dolnośląskiego, na południu lubuskiego oraz w rejonie wybrzeża w zachodniopomorskim i pomorskim. W XXI wieku gatunek obserwowano w 5 lokalizacjach w południowo-zachodniej Polsce. Na stanowiskach gatunek obecny jest często efemerycznie – tylko przez jeden lub kilka sezonów.

## Morfologia

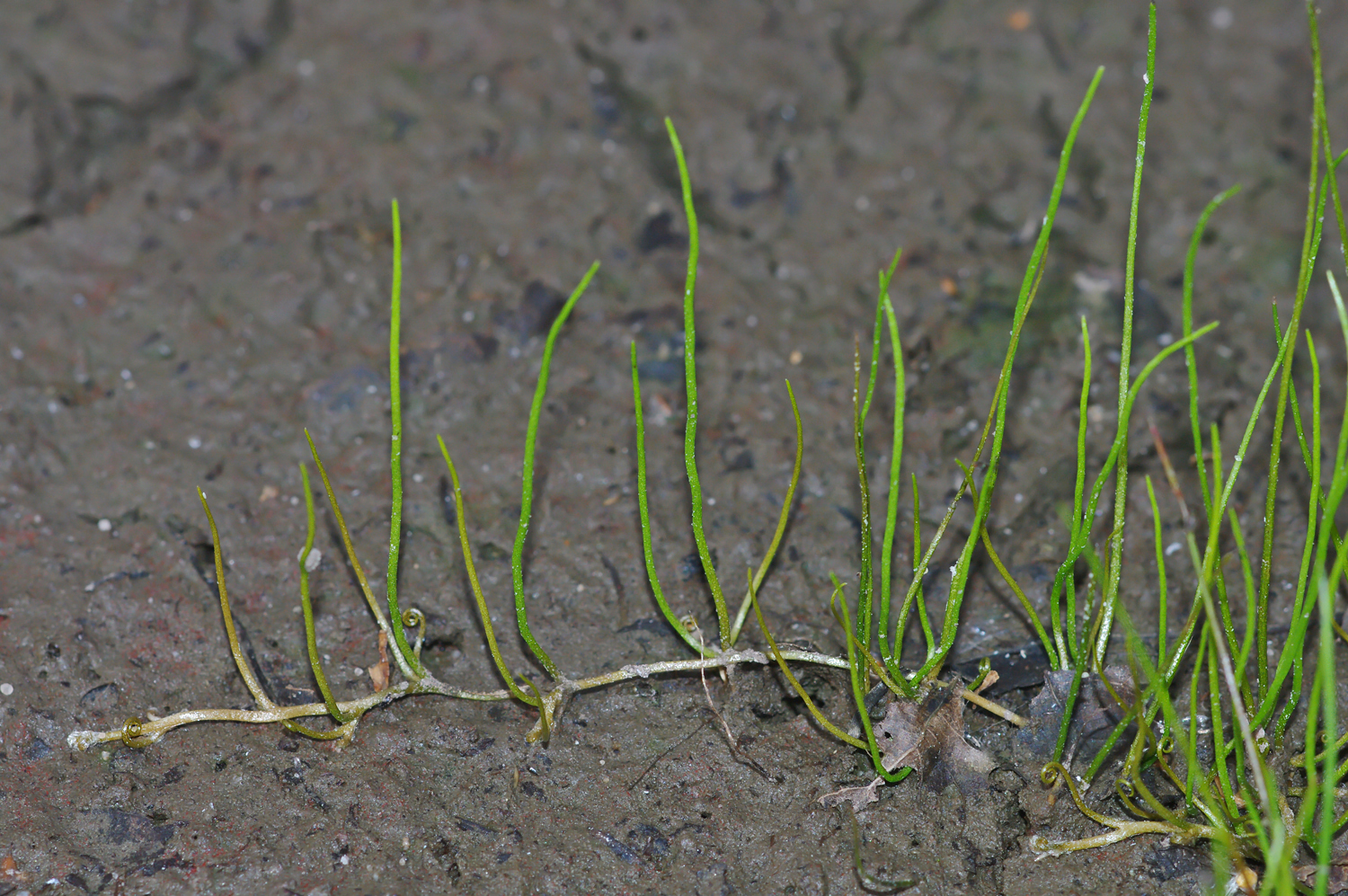
Kłącze z liśćmi

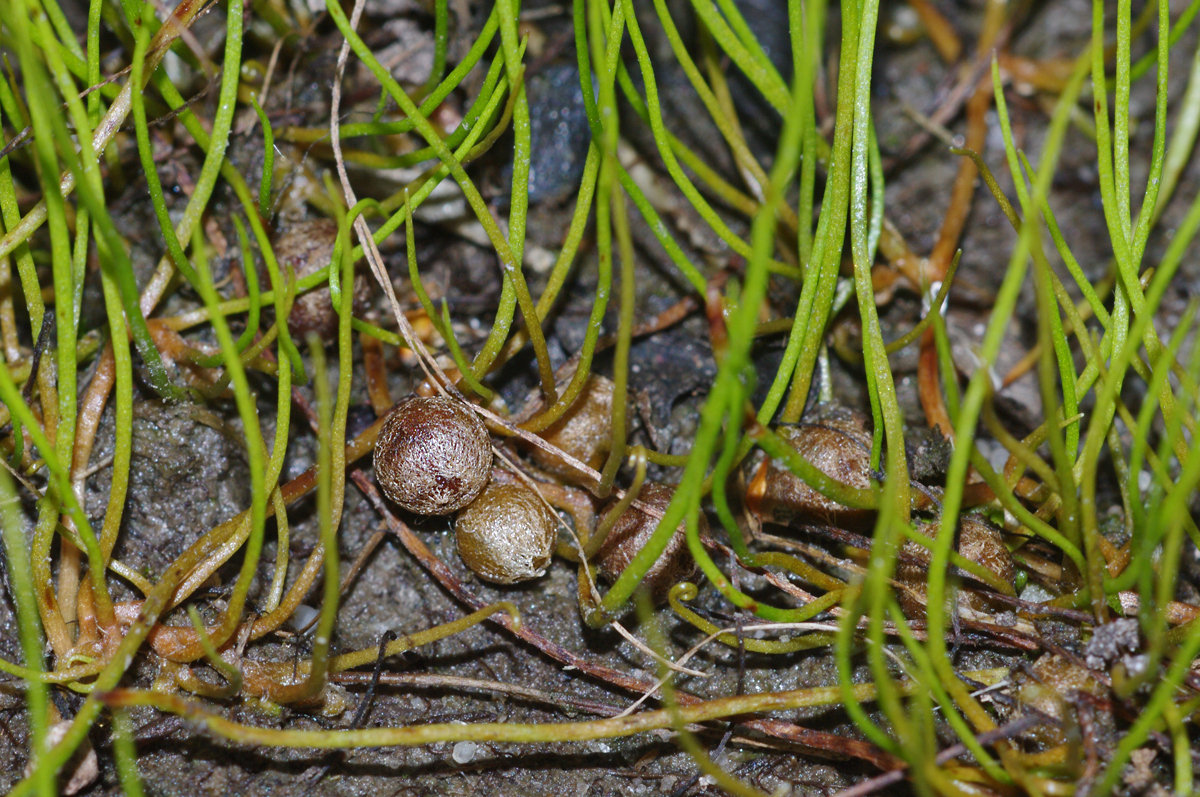
Sporokarpy

Sporofit jest zielony, tworzy kłącza, cylindryczne liście i korzenie. Cienkie kłącza mogą mieć długie międzywęźla (do 1 m) lub bardzo skrócone. Rozrastając się kłączowo jedna roślina może pokryć kilka do kilkunastu m² powierzchni. Z węzłów wyrastają liście za młodu ślimakowato skręcone. U roślin zanurzonych liście są cienkie i osiągają do 50 cm długości. U roślin rosnących w miejscach odsłoniętych liście są sztywno wzniesione i osiągają do 12 cm wysokości. Sporokarpia wyrastają z nasady liści na krótkich szypułkach i są kuliste, 4-komorowe, zewnętrzna osłona jest gruba i owłosiona.

## Ekologia
Roślina porasta brzegi i dno zbiorników wodnych. Tworzy swój własny zespół Pilularietum globuliferae, dla którego jest gatunkiem charakterystycznym.

## Zagrożenia i ochrona
Roślina objęta w Polsce ścisłą ochroną gatunkową od 2004 roku. 
Kategorie zagrożenia gatunku:
- Kategoria zagrożenia w Polsce według Czerwonej listy roślin i grzybów Polski (2006)[11]: E (wymierający); 2016: CR (krytycznie zagrożony)[12].
- Kategoria zagrożenia w Polsce według Polskiej czerwonej księgi roślin (2001, 2014): CR (krytycznie zagrożony)[13].